# Ђовани Лоренцо Бернини
Ђовани Лоренцо Бернини (итал. Giovanni Lorenzo Bernini; Напуљ, 7. децембар 1598 — Рим, 28. новембар 1680) је био италијански барокни вајар и архитекта. Он је значајан представник барока у архитектури Рима и Италије. Као архитекта, он је имао неколико супарника од којих је најзначајнији био Франческо Боромини. А као вајар Бернини је био без стварног супарника.

## Почеци
Ђовани Лоренцо Бернини се родио у Напуљу као син сликара и скулптора Пијетра Бернинија, пореклом Фирентинца, код кога је изучио скулпторски занат. Бернини је већ у раној младости постао очев стварни сарадник. Претпоставља се да је 1605. године, са својим оцем прешао у Рим где се за даровитог дечка нарочито заинтересовао Мафео Барберини, будући папа Урбан VIII. И стварно, чим је ступио на папски престо, он је Бернинија узео у своју службу. Бернини је већ са непуних 25 година, својим заслугама на папском двору био награђен орденом Христа и титулом витеза. Прва звања су му била директор ливнице Сант Анђела и инспектор фонтана на тргу Навоне, затим постаје главни архитекта цркве Св. Петра, дакле, централна фигура у уметничком свету Рима, а убрзо и најчувенији уметник у целој Европи. Најмоћније личности обраћале су му се са највећим ласкањем и скоро понизно, кад су тражиле да им он изради портрет (Ришеље, енглески краљ Чарлс I).
Писмо које му Луј XIV шаље по специјалном изасланику позивајући га у Француску, такво је „као да се нека велика сила обраћа другој великој сили." Луј га је позвао 1665. године да пројектује Лувр. До остварења пројекта није дошло мада је Бернини примљен у Француској са најдубљим поштовањем.

## Архитектонска дела
Бернини је у Риму саградио низ грађевина које су знатно допринеле специфичном изгледу овог града. Најчувенија дела су му црква Сант Андреја на Квириналу, колонада пред црквом Св. Петра у Риму, Скала Ређа (краљевске степенице) у Ватикану.

## Скулпторска дела
Од његових скулпторских дела из младости чувени су комади које је радио по наруџбини кардинала Шипиона Боргезеа (итал. Scipione Borghese), а то су Давид, Еној носи свог оца Анхиза, Отмица Прозерпине и Аполон и Дафне. Давид намеће поређење са истименим скулптурама од Донатела, Верокија и Микеланђела, са којима спада у исти ранг и по обради и по снази и по оригиналности. Док су све три раније статуе третиране статично, Бернини, као прави барокни вајар, бира сам моменат када Давид потеже каменом из праћке.
Нарочито је карактеристична за стил зрелог барока чувена група Екстаза Св. Терезе која украшава олтарску нишу у цркви Санта Марија дела Виторија у Риму.
Бернини је такође извео низ скулпторских и архитектонско-декоративних радова у унутрашњости Цркве Св. Петра. То су помпезна Столица Св. Петра, коју носе четири апостола, Статуа Св. Лонгина, као и један део статуа на колонади пред црквом.
У декор Цркве Св. Петра спадају и његови чувени надгробни споменици папа Урбана VIII и Александра VII.

## Галерија
- Pluto and Persephone (detail)
- Damned Soul
- Blessed Soul
- Bust of Antonio Cepparelli
- Bust of Pope Urban VIII
- Bust of Monsignor Carlo Antonio Pozzo
- Self-portrait
- St. Peter's colonade
- St. Peter's baldachin
- Ponte St. Angelo angels